# 重藤憲文
重藤 憲文（しげとう のりぶみ、1895年（明治28年）5月3日 - 1947年（昭和22年）8月9日）は、日本の陸軍軍人。最終階級は陸軍少将。

## 経歴
福岡県出身。熊本陸軍地方幼年学校、中央幼年学校を経て、1916年（大正5年）5月、陸軍士官学校（28期）を卒業。同年12月、騎兵少尉に任官し騎兵第5連隊付となる。1925年（大正14年）8月、騎兵大尉に昇進し、1928年（昭和3年）6月、兵科を憲兵科に転科し憲兵大尉となる。
1929年（昭和4年）4月、鳥取憲兵分隊長に就任し、憲兵司令部員、憲兵司令部付（上海駐在）を務め、1933年（昭和8年）8月、憲兵少佐に進級し東京憲兵隊付となる。1934年（昭和9年）8月、憲兵練習所教官に転じ、その後、憲兵司令部員を務め、1937年（昭和12年）11月、憲兵中佐に進んだ。1938年（昭和13年）12月、名古屋憲兵隊長に就任。
1940年（昭和15年）8月、憲兵大佐に昇進し中支那派遣憲兵隊付に発令され日中戦争に出征。1942年（昭和17年）5月、南支那派遣憲兵隊長に転じ、1945年（昭和20年）6月、陸軍少将に進級し終戦を迎えた。
戦後、BC級戦犯容疑で逮捕され、1947年（昭和22年）4月に死刑判決を受け、同年8月、広東監獄で戦病死した。

## 親族
- 兄 重藤千秋（陸軍中将）[1]